# Vladan Tomić
Vladan Tomić (in greco: Βλάνταν Τόμιτς, Vlantan Tomits; Ševarice, 18 maggio 1967 – Cipro, 19 ottobre 2016) è stato un calciatore e allenatore di calcio serbo naturalizzato cipriota, attivo principalmente a Cipro.

## Carriera

### Club
Ha giocato nel massimo campionato serbo per un anno, oltre che in quello cipriota con diverse squadre.

### Nazionale
Ha giocato 5 partite per la nazionale cipriota tra il 2002 ed il 2003.

## Palmarès

### Giocatore

#### Competizioni nazionali
- Campionato cipriota: 3

Anorthosis: 1997-1998, 1998-1999, 1999-2000
- Coppa di Cipro: 1

Anorthosis: 1997-1998
- Supercoppa di Cipro: 2

Anorthosis: 1998, 1999